# Балеарська група з орнітології та захисту природи
Балеарська група з орнітології та захисту природи (кат. Grup Balear d`Ornitologia i Defensa de la Naturalesa, GOB) — неурядова природоохоронна організація і благодійна установа, заснована в 1973 році. Розташовується у м. Пальма на острові Мальорка (Іспанія).
Метою організації є збереження, вивчення і поширення знань про природу та довкілля Балеарських островів (Іспанія). Організація поділяється на чотири структурні підрозділи, по одному на кожному з островів (Мальорка, Менорка, Форментера й Ібіца) і має 18 місцевих делегацій.
Орім проведення досліджень в галузі орнітології, основні зусилля організації спрямовані на захист довкілля у різних напрямках (природні об'єкти, біорізноманіття, вода, транспорт, відходи, енергетика і т.д.). Школам, асоціаціям та зацікавлених групам осіб пропонуєтся низка освітніх програми та різних заходів. Зокрема члени організації та бажаючі беруть участь у піших прогулянках, роботах у таборах, походах, конференціях, навчальних курсах і багатьох інших заходах організації.
Є членом Міжнародного союзу охорони природи (МСОП). З 1985 року випускає журнал «Anuari Ornitològic de les Balears». 